# Hypersonic Test Vehicle
Pour les articles homonymes, voir HTV.
Hypersonic Test Vehicle (HTV) est un véhicule expérimental très rapide conçu par l'armée des États-Unis. Il s'agit d'un planeur téléguidé qui, lancé depuis la haute atmosphère terrestre, est capable de voler à 27 000 km/h. À ce jour (août 2011), deux exemplaires ont été lancés. Les deux ont été perdus neuf minutes après leur lancement.

## Sources
- « Le Pentagone perd le contact avec un planeur volant à 27 000 km/h », AFP.

- (en) « Rapport d'activité du DARPA 2012 »